# Mangifera macrocarpa
Mangifera macrocarpa là một loài thực vật thuộc họ Anacardiaceae. Loài này có ở Indonesia, Malaysia, Singapore, và Thái Lan.